# Чарли и шоколадная фабрика (повесть)
«Ча́рли и шокола́дная фа́брика» (англ. Charlie and the Chocolate Factory, 1964) — сказочная повесть Роальда Даля о приключениях мальчика Чарли на шоколадной фабрике эксцентричного кондитера мистера Вонки.
Повесть впервые была опубликована в США в 1964 году в издательстве Alfred A. Knopf, в Великобритании книга увидела свет в 1967 году в издательстве Allen & Unwin.
Книга была дважды экранизирована: в 1971 и 2005 годах.
В 1972 году Роальд Даль написал продолжение повести — «Чарли и огромный стеклянный лифт» (англ. Charlie and the Great Glass Elevator), и планировал создать третью книгу серии, но свой замысел не осуществил. Книга неоднократно издавалась на английском языке, переведена на многие языки.
На русском языке повесть была впервые издана в 1991 году в переводе Елены и Михаила Барон (в издательстве «Радуга»), затем в пересказе С. Кибирского и Н. Матреницкой (в журнале «Пионер» и отдельной книгой), в дальнейшем неоднократно выходили другие переводы сказки.

## Сюжет
Маленький мальчик Чарли Бакет (англ. Charlie Bucket) живёт в очень бедной семье. Семь человек (мальчик, его родители, два дедушки и две бабушки) ютятся в маленьком домике на окраине города. Изо всей семьи только отец Чарли имеет работу: он закручивает пробки на тюбиках с зубной пастой. Семья не может позволить себе самого необходимого: в доме только одна кровать, на которой спят четыре старика, а семья живёт впроголодь и питается картошкой и капустой. Чарли очень любит шоколад, но получает его только раз в год — одну плитку на свой день рождения, в качестве подарка.
Эксцентричный шоколадный магнат мистер Вилли Вонка (англ. Willy Wonka), проведший в затворничестве десять лет на своей фабрике, объявляет, что хочет устроить розыгрыш пяти золотых билетов, которые позволят пяти детям побывать на его фабрике. После экскурсии каждый из них получит пожизненное обеспечение шоколадом, а один будет награждён неким особенным призом. Счастливчиками, нашедшими пять билетов, спрятанных под обёрткой шоколада, стали:
- Август Глуп (англ. Augustus Gloop) — жадный и прожорливый толстый мальчик («еда — его любимое занятие»);
- Верука Солт (англ. Veruca Salt) — избалованная девочка из семьи владельца фабрики по переработке орехов, привыкшая, чтобы все её требования немедленно исполнялись;
- Виолетта Бьюргард (англ. Violet Beauregarde) — крайне целеустремленная и самолюбивая спортсменка, которая постоянно жуёт жвачку и установила по этому мировой рекорд;
- Майк Тиви (англ. Mike Teavee) — мальчик-геймер, который с утра до вечера смотрит телевизор;
- Чарли Бакет — главный герой этой повести.

В экскурсии по фабрике, кроме детей, участвуют их родители: каждый ребёнок пришёл с матерью или с отцом, кроме Чарли, которого сопровождает его дедушка Джо, в молодости работавший на фабрике. В процессе посещения фабрики все дети, за исключением него, не обращают внимания на предупреждения Вонки и оказываются жертвами собственных пороков, попадая по очереди в различные ситуации, которые заставляют их покинуть фабрику. В конце остаётся только Чарли, которому и достаётся главный приз — он становится помощником и наследником мистера Вилли Вонки, а остальные дети получают обещанное пожизненное обеспечение шоколадом.

## Персонажи

### Главные персонажи
- Чарли Бакет
- Вилли Вонка
- Мистер Бакет
- Миссис Бакет
- Дедушка Джо
- Бабушка Джозефина
- Дедушка Джордж
- Бабушка Джорджина
- Умпа-Лумпы

### Персонажи второго плана
- Август Глуп
- Миссис Глуп
- Мистер Глуп
- Виолетта Боригард
- Миссис Боригард
- Верука Солт
- Мистер Солт
- Миссис Солт
- Майк Тиви
- Мистер Тиви
- Миссис Тиви

| Номер главы | Оригинал                                                     | Перевод Елены и Михаила Барон (1991)               | Пересказ С. Кибирского и Н. Матреницкой (1991) | Перевод Марка Фрейдкина (2001)                                          |
| ----------- | ------------------------------------------------------------ | -------------------------------------------------- | ---------------------------------------------- | ----------------------------------------------------------------------- |
| 1           | Here Comes Charlie                                           | Познакомьтесь с Чарли                              | Познакомьтесь с Чарли                          | На сцене появляется Чарли                                               |
| 2           | Mr. Willy Wonka’s Factory                                    | Фабрика мистера Вилли Вонки                        | Фабрика Вилли Вонки                            | Фабрика мистера Уилли Уонки                                             |
| 3           | Mr. Wonka and the Indian Prince                              | Мистер Вонка и индийский принц                     | Шоколадный дворец индийского принца            | Мистер Уонка и индийский принц                                          |
| 4           | The Secret Workers                                           | Необыкновенные рабочие                             | Таинственные рабочие                           | Рабочие-невидимки                                                       |
| 5           | The Golden Tickets                                           | Золотые билеты                                     | Золотые билеты                                 | Золотые билеты                                                          |
| 6           | The First Two Finders                                        | Двое первых счастливчиков                          | Первые два счастливчика                        | Два первых счастливчика                                                 |
| 7           | Charlie’s Birthday                                           | День рождения Чарли                                | День рождения Чарли                            | День рождения Чарли                                                     |
| 8           | Two More Golden Tickets Found                                | Найдены ещё два золотых билета                     | Найдены ещё два золотых билета                 | Найдено ещё два золотых билета                                          |
| 9           | Grandpa Joe Takes a Gamble                                   | Дедушка Джо рискует                                | Заначка дедушки Джо                            | Дедушка Джо пускается на авантюру                                       |
| 10          | The Family Begins to Starve                                  | Семья Бакет начинает голодать                      | Семья Бакетов начинает голодать                | Семья начинает голодать                                                 |
| 11          | The Miracle                                                  | Чудо                                               | Чудо                                           | Чудо                                                                    |
| 12          | What It Said on the Golden Ticket                            | Что было написано на золотом билете                | О чём говорилось в золотом билете              | Что было написано на золотом билете                                     |
| 13          | The Big Day Arrives                                          | Великий день                                       | Долгожданный день наступил                     | Великий день настаёт                                                    |
| 14          | Mr. Willy Wonka                                              | Мистер Вилли Вонка                                 | Вилли Вонка                                    | Мистер Уилли Уонка                                                      |
| 15          | The Chocolate Room                                           | Шоколадный цех                                     | Шоколадная река                                | Шоколадный цех                                                          |
| 16          | The Oompa-Loompas                                            | Умпа-лумпы                                         | Умпа-лумпы                                     | Симпатимпасы                                                            |
| 17          | Augustus Gloop Goes up the Pipe                              | Август Глуп попадает в трубу                       | Августус Глуп попадает в трубу                 | Огастес Глуп поднимается по трубе                                       |
| 18          | Down the Chocolate River                                     | Вниз по Шоколадной реке                            | Вниз по Шоколадной реке                        | Вниз по Шоколадной реке                                                 |
| 19          | The Inventing Room — Everlasting Gobstoppers and Hair Toffee | Цех изобретений. Вечные леденцы и волосатые ириски | Лаборатория изобретений                        | Цех изобретений. Леденцы вечного пользования и ириски для ращения волос |
| 20          | The Great Gum Machine                                        | Удивительная машина                                | Удивительная жвачка                            | Гигантская машина по производству жевательной резинки                   |
| 21          | Good-bye Violet                                              | Прощай, Виолетта!                                  | Прощай, Виолетта!                              | Прощай, Виолетта!                                                       |
| 22          | Along the Corridor                                           | Чудо-коридор                                       | Снова по коридору                              | По коридору                                                             |
| 23          | Square Sweets That Look Round                                | Улыбающиеся конфеты                                | Квадратные конфеты-гляделки                    | Квадратные конфеты, которые покосились                                  |
| 24          | Veruca in the Nut Room                                       | Верука Солт в Ореховом цехе                        | Ореховый цех                                   | Верука в Ореховом цехе                                                  |
| 25          | The Great Glass Elevator                                     | Большой стеклянный лифтолёт                        | Стеклянный лифт                                | Огромный стеклянный лифт                                                |
| 26          | The Television-Chocolate Room                                | Телешоколадный цех                                 | Шоколад по телевизору                          | Телевизионно-Шоколадный цех                                             |
| 27          | Mike Teavee is Sent by Television                            | Майка Тиви передают по телевидению                 | Майка Тиви передают по телевидению             | Телепортация Майка Телика                                               |
| 28          | Only Charlie Left                                            | Остался только Чарли                               | Остался только Чарли                           | Остался только Чарли                                                    |
| 29          | The Other Children Go Home                                   | Дети возвращаются домой                            | Неудачники возвращаются домой                  | Остальные дети расходятся по домам                                      |
| 30          | Charlie’s Chocolate Factory                                  | Шоколадная фабрика Чарли Бакета                    | Шоколадная фабрика Чарли                       | Шоколадная фабрика Чарли                                                |

## Помещения фабрики
Фабрика Вилли Вонки очень большая, расположена как на поверхности, так и под землёй, на фабрике имеется бесчисленное множество цехов, лабораторий, складов, есть даже «леденцовая шахта глубиной 10 000 футов» (то есть глубиной более 3 километров). Во время экскурсии дети и их родители посещают некоторые из цехов и лабораторий фабрики.
Шоколадный цех (англ. The Chocolate Room)
Цех представляет собой долину, в которой всё съедобное и сладкое: трава, кусты, деревья. По долине протекает река из жидкого шоколада высшего качества, который перемешивается и взбивается при помощи «водопада».
В шоколадном цеху компания теряет Августа Глупа: не обращая внимания на предостережения мистера Вонки, он жадно пьёт шоколад, наклонившись с берега, соскальзывает в реку и едва не тонет, но оказывается затянутым в одну из стеклянных труб, по которым шоколад распределяется по всей фабрике.
Умпа-лумпы (англ. Oompa-Loompas)
В шоколадном цеху герои впервые встречают умпа-лумпов: маленьких человечков, ростом не выше колена, которые работают на фабрике. Мистер Вонка привёз их из некой страны Умпландии, где они жили в домиках на деревьях, в чрезвычайно тяжёлых условиях, преследуемые хищниками, вынужденные питаться отвратительными зелёными гусеницами, в то время как их любимая еда — какао-бобы, которые они теперь получают в неограниченном количестве на фабрике Вонки.
Умпа-лумпы (а также белки, см. далее «Ореховый цех») являются единственными работниками на фабрике. Вонка не нанимает на работу обычных людей, поскольку столкнулся с тем, что многие из работников-людей занимались промышленным шпионажем и продавали секреты Вилли кондитерам-конкурентам.
Умпа-лумпы очень любят петь и танцевать: после каждого происшествия они поют сатирические песни, в которых высмеивают недостатки ребёнка, получившего неприятности по собственной вине, поэтому являются несколько даже резонёрами.
Цех изобретений (англ. The Inventing Room)
Исследовательская лаборатория и экспериментальное производство — любимое детище мистера Вонки. Здесь разрабатываются новые сладости: вечные леденцы (англ. Everlasting Gobstoppers, леденцы, которые можно сосать год и больше, и они не исчезнут), волосатые ириски (англ. Hair Toffee, у того, кто съест такую ириску, начинают расти густые волосы на голове, усы и борода) и гордость Вонки — жвачка-обед (англ. Three-Course Dinner Chewing Gum). Жующий эту жвачку ощущает, что он ест обед из трёх блюд, при этом он насыщается, так, как если бы он действительно съел обед.
Перед тем, как начать осматривать цех изобретений, Вонка предупредил детей и родителей о том, что в лаборатории надо соблюдать осторожность и ничего не трогать. Однако Виолетта Борегард, не в силах победить своей страсти, берёт экспериментальную жвачку-обед и начинает жевать её. К несчастью для неё, жвачка ещё не доработана, и роковая десертная часть — черничный пирог со сливками — вызывает побочный эффект: Виолетта раздувается и становится похожей на огромную ягоду черники. Умпа-лумпы укатывают её в другой цех, чтобы там отжать черничный сок.
Улыбающиеся конфеты (квадратные конфеты-гляделки)
Путешествуя по фабрике, экскурсанты попадают в цех, где готовятся улыбающиеся конфеты (или квадратные конфеты-гляделки) — конфеты с живыми личиками. В английском оригинале они называются англ. Square Candies that Look Round, что можно понять, как «квадратные конфеты, смотрящие по сторонам» и как «квадратные конфеты, выглядящие круглыми». Такая неоднозначность приводит к достаточно горячему спору между мистером Вонкой и Верукой Солт: Верука утверждала, что «конфеты квадратные и выглядят как квадратные»; Вилли же доказывал, что конфеты действительно «глазеют по сторонам».
Ореховый цех (англ. The Nut Sorting Room)
В этом цехе обученные белки сортируют орехи: хорошие идут в производство, плохие — в мусоропровод.
Верука начинает требовать, чтобы одна из учёных белок была немедленно куплена для неё, но это невозможно — мистер Вонка не продаёт своих белок. Та, несмотря на запрет Вонки, пытается собственноручно поймать одну, и это заканчивается для неё плачевно: белки наваливаются на неё и сбрасывают в мусоропровод, а затем сталкивают туда же и отца Веруки, Руперта Солта.
Телешоколадный цех (англ. The Television Room)
В Телешоколадный цех герои попадают при помощи «большого стеклянного лифта», который по своей сути является не лифтом, а летательным аппаратом, способным свободно перемещаться в любом направлении. В этом цехе происходят испытания последнего изобретения Вонки — телевизионного шоколада (англ. Television Chocolate). Вилли разработал способ передачи шоколада на расстояние, подобно тому, как передаются на расстояние телевизионные сигналы. Переданный таким образом шоколад принимается обычным телевизором, его можно взять с экрана и съесть. В процессе передачи шоколад сильно уменьшается в размерах, поэтому, чтобы получить плитку обычных размеров, отправляемая шоколадная плитка должна быть огромных размеров.
Майк Тиви, желая стать первым в мире человеком, переданным по шоколадному телевидению, становится под передающую телешоколадную камеру, совершает путешествие и оказывается на телеэкране. Он жив и здоров, однако в процессе путешествия уменьшился его рост — он стал ростом не более дюйма, и теперь он бегает по ладони своего же отца. Чтобы вернуть мальчику нормальные размеры, Майка приходится отправить в цех испытаний жевательной резинки для растяжки на специальном станке. В результате этого он становится ростом «не меньше десяти футов».
Другие цеха фабрики
В повести упоминается более двадцати пяти других цехов и лабораторий фабрики, которые экскурсанты не посещали. В большинстве случаев это просто таблички с названием необычных лакомств, например «Разноцветное драже, чтобы плевать всеми цветами радуги» или «Леденцовососальные карандаши». Иногда мистер Вонка рассказывает какую-либо историю, связанную с его изобретениями. Например, он рассказал о том, как один из умпа-лумпов выпил «шипучего подъёмного напитка» (англ. Fizzy Lifting Drink), поднимающего человека в воздух, и улетел в неизвестном направлении. Чтобы опуститься на землю, ему нужно было отрыгнуть «подъёмный газ», содержащийся в напитке, но умпа-лумп не сделал этого.
Конец путешествия
Для Чарли путешествие по фабрике заканчивается благополучно. Он становится помощником и наследником мистера Вонки, а все его родные, шесть человек, переселяются из бедного домика на шоколадную фабрику.
Прочие дети получают обещанное обеспечение шоколадом. Но многие из них сильно пострадали в результате происшествий, случившихся с ними на фабрике. Из Виолетты Боригард удалось выдавить сок (в результате чего она стала настолько гибкой, что даже передвигается акробатически), но её лицо осталось фиолетовым. Майка Тиви чрезмерно растянули, и теперь он худой как спичка, а его рост после растяжки — не меньше трёх метров. Толстяк Август Глуп и семья Солтов пострадали меньше: первый всего лишь похудел, а Солты перепачкались во время путешествия по мусоропроводу. Мистер Вонка не выказывает ни малейшего сожаления по поводу происшедшего с порочными детьми: судя по всему, это даже забавляет его.

## История создания
К написанию книг для детей Даль обратился в самом начале своей творческой деятельности: в 1943 году была опубликована его повесть «Гремлины» (англ. The Gremlins) о сказочных созданиях, помогающих лётчикам Королевских ВВС. Книга имела успех, однако после выхода книги в свет писатель долгое время не обращался к детской тематике. В послевоенный период Даль работал, преимущественно в жанре рассказа для взрослых читателей, публиковался в таких изданиях, как «The New Yorker», «Cosmopolitan», «The Saturday Evening Post», выпустил несколько авторских сборников.
Лишь спустя 18 лет после «Гремлинов», в 1961 году, в США выходит вторая книга для детей — «Джеймс и гигантский персик» (англ. James and the Giant Peach), повесть «Чарли и шоколадная фабрика», выпущенная американским издательством Alfred A. Knopf в 1964 году становится третьей детской книгой Даля.
Работа над книгой велась в период 1961—1962 годах. Это был нелёгкий период в жизни писателя. В 1960 году в результате полученной травмы у его сына Тео развивается водянка головного мозга, мальчику угрожает смерть. В 1962 год осложнения после кори приводят к смерти дочери Оливии. Чтобы поддержать своих детей (всего их было пятеро) Даль стал придумывать для них сказки. «Обыкновенно я рассказывал им разные истории каждый вечер — вспоминает писатель. — Некоторые из них были ужасны. Но раз или два дети говорили: „А можно узнать продолжение истории, которую ты рассказывал последний раз?“ Так я начал писать „Джеймса“». Это так понравилось мне, что, не останавливаясь, я перешёл прямо к «Чарли».
По словам Даля, основой для рассказанной истории послужили детские впечатления автора. Во время обучения в школе-интернате «Рептон» он и другие мальчики получали занятные подарки. «Время от времени каждый мальчик нашей школы получал простую серую картонную коробку, — пишет Даль в автобиографической повести „Мальчик“. — Хотите верьте, хотите нет, это был подарок от большой шоколадной фабрики, „Кэдбери“. Внутри коробки лежали двенадцать плиток, все разной формы, с разной начинкой и все с номерами от 1 до 12. Одиннадцать из этих шоколадок были новыми изобретениями фабрики. Двенадцатая, хорошо нам известная, была „контрольной“». Роальд и другие мальчики дегустировали их, причем относились к этому очень серьёзно. Один из вердиктов Даля звучал так: «Слишком тонкий вкус для обычного неба». Писатель вспоминает в «Мальчике», что именно в ту пору он стал воспринимать шоколад как нечто сложное, как результат лабораторных исследований и часто мечтал о работе в кондитерской лаборатории, воображал как он создаёт, новый, невиданный доселе, сорт шоколада. «Это были сладкие мечты, восхитительные фантазии, и я не сомневаюсь, что позже, тридцать пять спустя, когда я раздумывал над сюжетом моей второй книги для детей, я вспомнил те маленькие картонные коробки и шоколадки-новинки внутри них и начал писать книгу под названием „Чарли и шоколадная фабрика“».

### Рабочие варианты повести
Опубликованное произведение достаточно сильно отличается от первоначального замысла, оставшегося в черновиках. Рукописи, хранящиеся в британском музее Роальда Даля, позволяют проследить, как изменялось содержание повести во время работы над ней.
Первоначальный вариант, датируемый работниками музея 1961 годом, был озаглавлен «Чарли и шоколадный мальчик» (англ. Charlie’s Chocolate Boy) и значительно отличается от опубликованной повести. В шоколадные батончики прячется десять «золотых билетов» еженедельно, так что мистер Вонка проводит экскурсию по фабрике каждую субботу. В этом черновом варианте главного героя зовут Чарли Бакет, имена остальных девяти детей, также и состав несчастий, с ними происшедших, отличаются от имён детей и от описаний происшествий в опубликованной книге.
Во время экскурсии Чарли Бакет прячется в «шоколадном мальчике», которого делают в «цехе пасхальных яиц». Шоколадную фигуру с Чарли внутри доставляют в дом мистера Вонки в качества подарка для Фреди Вонки, сына кондитера. В доме Вонки мальчик становится свидетелем ограбления и поднимает тревогу. В благодарность за помощь в поимке воров мистер Вонка дарит Чарли Бакету кондитерский магазин, «Шоколадную лавку Чарли» (англ. Charlie’s Chocolate Shop).
Во втором известном варианте повести число детей, путешествующих по фабрике, уменьшено до семи, включая Чарли Бакета. Рабочие фабрики описаны как «люди в белых халатах», после каждого происшествия с непослушным ребёнком некий голос декламирует соответствующие стихи.
Идеи не имеющего заголовка варианта 1962 года близки к окончательному варианту повести. Вонка распространяет только семь билетов единожды (а не еженедельно), что делает поиски билета более напряжёнными. Участники экскурсии и их характеристики перечислены на первой странице рукописи, помимо Чарли Бакета в число детей, посетивших фабрику, входят:
- Август Глуп — прожорливый мальчик;
- Марвин Прун (англ. Marvin Prune) — тщеславный мальчик, упомянут, но его приключение на фабрике не описано ни в этом, ни в последующих вариантах повести;
- Хепиз Траут (англ. Herpes Trout) — мальчик, проводящий всё своё время перед телевизором, в опубликованной повести мальчик, страдающий телеманией, получит имя Майк Тиви;
- Миранда Мери Паркер (англ. Miranda Mary Parker) — девочка, которой позволено делать всё, что ей хочется.
- Верука Солт — избалованная девочка, получающая всё, что она пожелает;
- Виолетта Бьюгард — девочка, которая постоянно жует жевательную резинку.

Таким образом, состав действующих лиц близок к окончательному.
На фабрике работают маленькие человечки, «випл-скрампеты» (англ. Whipple-Scrumpets), которые декламируют стихи после каждого происшествия.
Этот вариант не завершён, повествование заканчивается падением Августа Глупа в шоколадную реку. Даль продолжает историю в другой рукописи, которая получила название «Чарли и шоколадная фабрика». Марвин Прун исключается из числа героев. В конце повести Чарли становится помощником Вонки и его наследником.
В окончательном варианте повести число детей снова уменьшено, вместе с Чарли их осталось пятеро (исключена Миранда Паркер), работники фабрики получили своё привычное имя «умпа-лумпы».
В 2005 году «The Times» опубликовала главу, не вошедшую в окончательный вариант книги. В главе описывается посещение цеха по производству некоего «порошка для прыщей» (Spotty Powder). Порошок предназначен для детей, желающих пропустить занятия в школе. Достаточно подсыпать немного этого порошка в хлопья во время завтрака, как спустя пять секунд у съевшего хлопья с «порошком для прыщей» появляется сыпь. Родители, видя это, думают, что их ребёнок заболел ветрянкой и, конечно же, оставляют его дома. К обеду сыпь исчезает.
Миранда Пайкер, описанная в этом варианте как самодовольная зубрила, вместе с отцом, директором школы, решают прекратить производство этого ужасного, с их точки зрения, порошка. Они врываются в комнату, где производится порошок и в ту же секунду присутствующие слышат ужасный крик: судя по всему, Миранда и её отец куда-то провалились. Миссис Пайкер обвиняет Вонку, что её муж и дочь попали в мельницу и теперь будут перемолоты в порошок, кондитер совершенно серьёзно подтверждает её опасения: «Конечно! Они часть рецепта. Время от времени мы должны добавлять одного-двух учителей, иначе порошок не будет работать». Однако это всего лишь чёрный юмор Вонки: тут же он подзывает умпа-лумпов, которые должны проводить миссис Пайкер в бойлерную, где отмываются Миранда и мистер Пайкер, измазавшиеся в ингредиентах сладостей.

### Изменения во втором английском издании
В первом издании книги умпа-лумпы были изображены как племя симпатичных чернокожих пигмеев, привезённое Вонкой из джунглей Африки. Поначалу такому образу умпа-лумпов никто не придавал особого значения, но потом, в 1972 году, со стороны Элеоноры Кэмерон прозвучало обвинение в том, что изображая умпа-лумпов таким образом, Даль фактически изображает владение чернокожими рабами. Издатели Даля решили, что в «нынешнем многонациональном обществе умпа-лумпы, описанные так, как они описаны, неприемлемы для многих взрослых». Даль пересмотрел повесть и в 1973 году одновременно с сиквелом «Чарли и огромный стеклянный лифт» вышел новый вариант книги, в котором умпа-лумпы были изображены как маленькие человечки с нежно-розовой кожей и длинными золотисто-коричневыми волосами, родом из вымышленной страны Умпландии.

## Критика произведения
Успех книги не был мгновенным: повесть впервые вышла в 1964 году и в первый год было продано лишь 5000 экземпляров, но затем, в течение пяти лет, ежегодные продажи достигли 125000 экземпляров. «Чарли» стал книгой, которой Роальд Даль заявил о себе как о выдающемся детском писателе.
С тех пор книга неоднократно издавалась на разных языках. С течением времени популярность повести не уменьшается и «Чарли» остаётся любимой сказкой многих ребят во всём мире.
Известный британский критик Джулия Эклешер (англ. Julia Eccleshare) пишет в послесловии к повести, вышедшей в издательстве Puffin Books: «„Чарли“ вызывает ощущение, что Роальд Даль испытывает наслаждение, рассказывая истории, точно так же, как мы наслаждаемся, читая их. В верности этого ощущения особенно убеждаешься, когда начинается путешествие по шоколадной фабрике. Это показывает, как хорошо Роальд Даль понимает детей». Действительно, «Даль рисует детский рай: волшебную шоколадную фабрику, с подземными ходами и секретными пещерами».
То, что Даль нарисовал детский рай — это не только заключение взрослого критика, который, может быть, давно забыл свои детские воззрения. Маргарет Толбот, автор статьи о Роальде Дале, вспоминает: "Я на практике сидела рядом с тремя девятилетними мальчишками, которые на протяжении сорока пяти минут грезили о фабрике Вонки и изобретали собственные сладости. <…> Девятилетний друг моего сына написал мне письмо о том, почему он любит Даля: «Его книги образны и увлекательны. После того, как я прочитал „Чарли и шоколадную фабрику“, у меня было ощущение, что я отведал всех сладостей мира».
Однако при том, что книга заслужила детскую любовь, отношение к ней взрослых читателей было достаточно настороженным; после выхода повести в свет прозвучали негативные отзывы о сказке.
Как уже упоминалось выше, книга подвергалась критике за некорректное изображение чернокожих персонажей, что послужило причиной внесения изменений в повесть при её переиздании.
В 1972—1973 годах литературно-критический журнал «The Horn Book Magazine», посвящённый детской литературе, опубликовал ряд материалов связанных с критикой произведений Роальда Даля. Писатель участвовал в дискуссии и направил в редакцию письмо в свою защиту.
Начало обсуждению было положено статьёй канадской писательницы Элеоноры Кэмерон, в которой, помимо прочего, жёсткой критике была подвергнута повесть «Чарли и шоколадная фабрика». Согласно Камерон, «Чарли и шоколадная фабрика» — ярчайший пример дурного вкуса «из всех книг, когда-либо написанных для детей». Эта книга не только была написана об искушении сладостями, она сама является таким искушением. «Поначалу она кажется нам прелестной и доставляет краткое удовольствие, однако не насыщает нас и перебивает аппетит». Фантаст Урсула Ле Гуин согласилась с мнением Кэмерон, хотя и признала, что «дети от восьми до одиннадцати лет, похоже, действительно обожают» книги Даля. Одиннадцатилетняя дочь писательницы, «к сожалению», усвоила привычку дочитывать «Чарли» и тут же приниматься его читать с самого начала. Это длилось на протяжении двух месяцев. Читая «Чарли», она словно попадала под воздействие злых чар, а по прочтении этой книги ещё некоторое время оставалась довольно противной, хотя в обычном состоянии это был милый ребёнок. «Чему могут научить детей такие книги, как „Чарли“? Быть „хорошими потребителями“?» — спрашивает Ле Гуин. — «Нет уж, увольте!».
Школьные библиотекари и учителя, как люди, во многом ответственные за формирование детских читательских пристрастий, активно включились в анализ и обсуждение произведений Даля, в том числе и «Чарли». Во время обсуждения в журнале «The Horn Book» (1972—1973) мнения высказывались диаметрально противоположные. Мэри Сакер, учитель из Балтимора приветствует критику повести: "Читая прекрасную статью Элеоноры Кэмерон в октябрьском выпуске журнала, я наконец-то нашла кого-то, кто согласен с моим мнением о «Чарли и шоколадная фабрика». Мария Брентон, библиотекарь из Валеша, штат Нью-Йорк, напротив, выступает в поддержку Даля и его книг: «Дети разных способностей и разного происхождения любят „Чарли“ и „Джеймса“. Такие книги делают мальчиков и девочек завсегдатаями библиотек. Поэтому, Роальд Даль, продолжайте, пожалуйста!».
А в 1988 году библиотекарь публичной библиотеки американского города Боулдер, штат Колорадо переместил книгу «Чарли и шоколадная фабрика» в фонд ограниченного доступа, поскольку поддерживал мнение о том, что книга пропагандирует «философию бедняка». (После того как факт об изъятии книги из свободного доступа стал известен, книга была возвращена на своё место).
Критики указывали, что Чарли является героем не благодаря наличию выдающихся качеств личности, но благодаря тому, что он тихий и вежливый мальчик из бедной семьи, привыкший подчиняться. Лишь отсутствие плохих качеств делает Чарли «хорошим мальчиком». Указывалось, что в изображении детских недостатков Даль «перегибает палку»: пороки четырёх «плохих ребят» не экстраординарны, однако Даль изображает детей носителями смертных грехов. Так, жадный Август Глуп — олицетворение чревоугодия, избалованная Верука Солт — алчности, любительница жвачки Виолетта — гордыни, телефанат Майк Тиви — праздности. Чарли, напротив, демонстрирует полное отсутствие таких характеристик. Но почему? Не потому ли, что он беден и просто физически не может предаваться, например, чревоугодию.

### Награды произведения[17]
- 1972 — New England Round Table of Children’s Librarians Award.
- 1973 — Surrey School Award.
- 2000 — Millennium Children’s Book Award
- 2000 — Blue Peter Book Award

## Экранизации
- В третьем сезоне (1968) детской телепередачи BBC «Джеканори» (англ. Jackanory) сказка читалась актёром Бернардом Криббинсом[18].
- В 1971 году на экраны вышел фильм «Вилли Вонка и шоколадная фабрика», снятый режиссёром Мэлом Стюартом (англ. Mel Stuart) и продюсером Дэвидом Уолпером (англ. David L. Wolper), с Джином Уайлдером в роли мистера Вонки. Роальд Даль написал первый вариант сценария фильма, в который в дальнейшем вносились изменения. В конечном итоге фильм не понравился писателю. «Даль считал, что фильм излишне сосредоточен на Вилли Вонке, — говорит Лиза Эттенбороу, сотрудница Музея Роальда Даля. — Для него книга была повестью о Чарли»[19].
- В 1983 году шведское телевидение демонстрировало слайд-шоу «Чарли и шоколадная фабрика» (швед. Kalle och chokladfabriken), состоявшее из рисунков шведской художницы Бент Анне Руннерштрём (швед. Bengt Arne Runnerström) в сопровождении текста, который читал актёр Эрнст-Хуго Ярегард.
- В 2005 году появилась вторая экранизация, фильм «Чарли и шоколадная фабрика», снятый Тимом Бёртоном, с Джонни Деппом в роли Вонки.
- В 2023 вышел фильм «Вилли Вонка», приквел фильма 1971 года.

Помимо киноверсий существует ряд инсценировок и мюзиклов, созданных на основе произведения. Издавались аудиокниги «Чарли и шоколадная фабрика», в том числе и записи чтения повести автором, Роальдом Далем.

## Пародии и аллюзии на произведение
«Чарли и шоколадная фабрика» является заметным явлением западноевропейской и мировой культуры, поэтому не удивительно, что сюжет и персонажи этой повести часто становятся объектом пародирования, а многие произведения культуры содержат в себе аллюзии на эту повесть Роальда Даля.
- Американский мультсериал «Симпсоны» содержит множество таких пародий.
  - В 14 серии 15 сезона (2004) «Зиф, приходящий к обеду» («The Ziff Who Came to Dinner») Лиза Симпсон упоминает в разговоре, что её отец, Гомер, полагает, что в повести «Чарли и шоколадная фабрика» рассказана реальная история и ищет фабрику, описанную в книге;
  - В 19 серии, того же, 15-го, сезона «Просто Симпсон» («Simple Simpson») на телевидении демонстрируется рекламный ролик, в котором счастливцу, нашедшему Золотой билет, обещается поездка на Фабрику бекона фермера Билли (англ. Farmer Billy’s Bacon Factory). Гомер Симпсон покупает огромные количества бекона в надежде найти Золотой билет, но находит лишь Серебряный билет, которой позволяет выступить в качестве судьи на конкурсе свиней, который будет проходить во время ярмарки.
  - В 13 серии 11 сезона (2000) «Осёдланная Галактика» («Saddlesore Galactica») показаны карлики-жокеи, живущие у шоколадного водопада — аллюзия на умпа-лумпов.
  - Во 2 эпизоде 6 сезона (1994) «Соперница Лизы» («Lisa’s Rival») один из учеников, немец Утер, собирается участвовать в школьном конкурсе и строит диораму «Чарли и шоколадная фабрика», но съедает свою же работу прежде чем жюри увидели её.
  - В 15 серии 22 сезона (2011) «Скорпионья небылица» (The Scorpion’s Tale) Гомер называет фармацевтического агента Хотенхоффера «Мистер Вонка», а позже Хотенхоффер признаётся, что он — Август Глуп, сильно изменившийся после падения в шоколадную реку.
  - В 41 (американском) выпуске комикса «Симпсоны» «Барт и фабрика веселья клоуна Красти» (англ. Bart Simpson & The Krusty Brand Fun Factory) в бутылки с газированной водой прячется 4 золотых соломинки; нашедший соломинку получает приглашение на фабрику Красти, производящую разные пищевые продукты. На фабрике работают обезьяны с чипами, вживлёнными в мозг, экскурсанты путешествуют по фабрике в лодке, плывущей по вишнёвой газированной реке.
- В начале 13 эпизода 1 сезона мультсериала «Футурама» «Фрай и фабрика Слёрма» («Fry and the Slurm Factory») демонстрируется рекламный ролик, где нашедшему «золотую крышку» в банке с неким напитком «Слёрм» обещается приз — экскурсия на завод по производству «Слёрма». Фрай находит крышку и отправляется вместе с другими победителями в путешествие по слёрмовой реке, по берегам которой «грунка-лунки» (англ. Grunka-Lunkas) поют свои песни.
- В 20 серии 2 сезона мультипликационного сериала «Гриффины» «Загубленный талант» («Wasted Talent») нашедший некий «серебряный свиток» в банке пива получает приглашение на экскурсию по пивоваренному заводу. Герои сериала Питер и Джо находят свитки и отправляются на экскурсию, кроме того, упоминается, что свиток нашли Чарли Бакет и его дедушка.
- В 91 серии американского телесериала «Офис» «Золотой билет», один из главных героев, Майкл Скотт, организует рекламную акцию в стиле Вилли Вонки: в пять партий бумаги прячется пять «золотых билетов», нашедший «золотой билет» получает десятипроцентную скидку в течение одного года.
- В седьмом сезоне (2006) британской версии реалити-шоу «Большой брат» «Канал 4» Channel 4 совместно с компанией Nestle провели промоакцию, в ходе которой нашедший один из 100 «золотых билетов», спрятанных под упаковкой батончиков «КитКат», получал право стать участником шоу («соседом») минуя отборочный кастинг.
- В 1993 году в Чикаго была создана рок-группа Veruca Salt, названная в честь одной из героинь повести Роальда Даля.
- В дебютный альбом «Портрет американской семьи» («Portrait of an American Family», 1994) американской рок-группы «Мэрилин Мэнсон» (Marilyn Manson) вошла в качестве первой песни композиция «Прелюдия (Семейное путешествие)» (англ. Prelude (The Family Trip)), текст которой представляет несколько изменённый текст песни упма-лумпов из 18 главы повести «Вниз по шоколадной реке» (англ. Down the Chocolate River). Также под влиянием книги Мэнсоном была написана песня «Choklit Factory», вышедшая в 1991 году на демокассете After School Special.
- Символом американской хоккейной команды «Херши Бэрс» (англ. Hershey Bears) является медведь Коко (англ. Coco), любимая книга которого — «Чарли и шоколадная фабрика»[21]

## Использование сюжета и персонажей

### Кондитерские изделия
В 1971 году компания из Чикаго Quaker Oats, финансировавшая съёмки экранизации Мэла Стюарта и Дэвида Уолпера, получила права на использование названий сладостей, упоминавшихся в фильме. На рынок были выведены «Вечные леденцы», конфеты «Умпа-лумпа», по почте можно было заказать «Набор кондитера от мистера Вонки», который включал в себя формы, этикетки и ингредиенты для конфет и позволял приготовить сладости в домашних условиях. В дальнейшем производством «сладостей Вилли Вонки» занималась американская компания Breaker Confections, позже сменившая своё название на Willy Wonka Candy Factory («Кондитерская фабрика Вилли Вонки»). В 1988 предприятие и права на бренд были приобретены компанией Nestle
С выходом в 2005 году экранизации Тима Бёртона была произведена широкомасштабная рекламная кампания с тем, чтобы связать марку с новым фильмом. В настоящее время продукты под маркой The Willy Wonka Candy Company продаются в США, Канаде, Великобритании, Ирландии, Австралии и Новой Зеландии.

### Игры
В 1985 году вышла аркада «Чарли и Шоколадная фабрика», предназначенная для компьютера ZX Spectrum (разработчик Soft Option Ltd, издатель Hill MacGibbon). Игра содержит несколько эпизодов, в первом эпизоде игрок должен, управляя движением Августа Глупа и выбирая трубы, доставить Августа в ёмкость, в другой части игры нужно уклоняться от ягод черники, которые бросает Виолетта Бьюгард и т. д.
В июле 2005, одновременно с выходом экранизации Тима Бёртона, компания Backbone Entertainment (издатели Global Star Software и 2K System) выпустила игры для игровых приставок и персональных компьютеров в жанре «action-adventure». Основой для видеоряда игры послужил фильм, многие персонажи озвучены артистами, снимавшимися в фильме Бертона. В ходе игры игрок (персонализированный как Чарли) должен при помощи умпа-лумпов (они могут получать команды от игрока) решить, такие задачи, как, например, удаление Августа Глупа из трубы или спасение Веруки Солт, для чего необходимо отыскать мусоросжигательную печь.
В 2002 году американская компания Winning Moves Games выпустила серию настольных игр и головоломок по мотивам произведений Роальда Даля, в том числе игру по мотивам повести «Чарли и шоколадная фабрика». Во время путешествия по игровому полю необходимо собрать шесть сладостей разных видов и достичь стеклянного лифта.

### Аттракционы
1 апреля 2006 британский парк аттракционов «Элтон Тауэз» (англ. Alton Towers), расположенный в графстве Стаффордшир, открыл семейный аттракцион, основанный на темах книги. Аттракцион состоит из двух частей: вначале посетители путешествуют по «фабрике» в розовых лодках, плывущих по «шоколадной реке», затем, после просмотра видео-шоу, попадают в стеклянный лифт, из которого они осматривают оставшуюся часть фабрики. Путешествие занимает 11 минут. В основу оформления аттракциона положены иллюстрации Квентина Блейка.
См. также: Charlie and the Chocolate Factory Marshall Field's Christmas Windows 2003 (англ.). RoaldDahlFans.com. — Рождественские витрины универмага Marshall Field's (Чикаго, США) оформленные по мотивам повести «Чарли и шоколадная фабрика». Дата обращения: 5 мая 2010. Архивировано 4 апреля 2012 года.

## Издания
Книга выдержала ряд изданий как на английском, так и в переводах на другие языки (русский, испанский, французский, польский и пр.).
Российские издания произведения
- Дал, Роулд. Золотой билет, или Чарли и шоколадная фабрика // Пионер. — 1991. — № 8—9. (пересказ с английского С. Кибирского и Н. Матреницкой)
- Дал, Роалд. Чарли и шоколадная фабрика. — М.: Радуга, 1991. (перевод с английского М. Барон и Е. Барон)
- Дал, Роулд. Золотой билет, или Чарли и шоколадная фабрика. — М.: МП «Нимак», МП «КТК», 1991. (пересказ с английского С. Кибирского и Н. Матреницкой, иллюстрации В. Мочалова)
- Даль, Роальд. Чарли и шоколадная фабрика. — М.: Захаров, 2000. — ISBN 5-8159-0084-2. (пересказ С. Кладо)
- Даль, Роальд. Чарли и шоколадная фабрика // Даль, Роальд. Детские бестселлеры : Сб. — М.: Бумажная галерея, 2001. — ISBN 5-900504-62-X. (перевод М. Фрейдкина)
- Даль, Роальд. Чарли и шоколадная фабрика // Даль, Роальд. Необыкновенные истории : Сб. — СПб.: Азбука-классика, 2004. — ISBN 5-352-01094-5. (перевод И. Богданова)
- Даль, Роальд. Чарли и шоколадная фабрика // Даль, Роальд. Необыкновенные истории : Сб. — СПб.: Азбука-классика, 2004. — ISBN 5-352-00753-7. (перевод И. Богданова)
- Даль, Роальд. Чарли и шоколадная фабрика = Charlie and the Chocolate Factory. — М.: Захаров, 2004. — ISBN 5-8159-0415-5. (повесть на русском языке в пересказе С. Кладо и на языке оригинала)
- Даль, Роальд. Чарли и шоколадная фабрика. — М.: Росмэн-Пресс, 2005. — ISBN 5-353-01812-5. (перевод Майи Лахути)
- Книги для чтения на английском языке, адаптированные для уровня Pre-Intermediate, с заданиями и упражнениями:
  - Дал, Роалд. Чарли и шоколадная фабрика = Charlie and the Chocolate Factory. — М.: Айрис-Пресс, 2007. — (Английский клуб). — ISBN 978-5-8112-2736-5.
  - Дал, Роалд. Чарли и шоколадная фабрика = Charlie and the Chocolate Factory. — М.: Айрис-Пресс, 2009. — (Английский клуб). — ISBN 978-5-8112-3471-4.